# Laugarbakki
Laugarbakki is een plaats in het noordwesten van IJsland in de regio Norðurland vestra. Laugarbakki heeft 76 inwoners en behoort samen met het 7 km noordelijker gelegen Hvammstangi tot de gemeente Húnaþing vestra. Laugarbakki ligt even ten zuiden waar de ringweg van IJsland de Miðfjarðará kruist, een rivier die een kilometer verderop in de Miðfjörður fjord uitmondt.
De eerste huizen in Laugarbakki werden in 1933 gebouwd. Alle huizen in Laugarbakki worden door lokale warmwaterbronnen verwarmd (laug betekent warme bron).

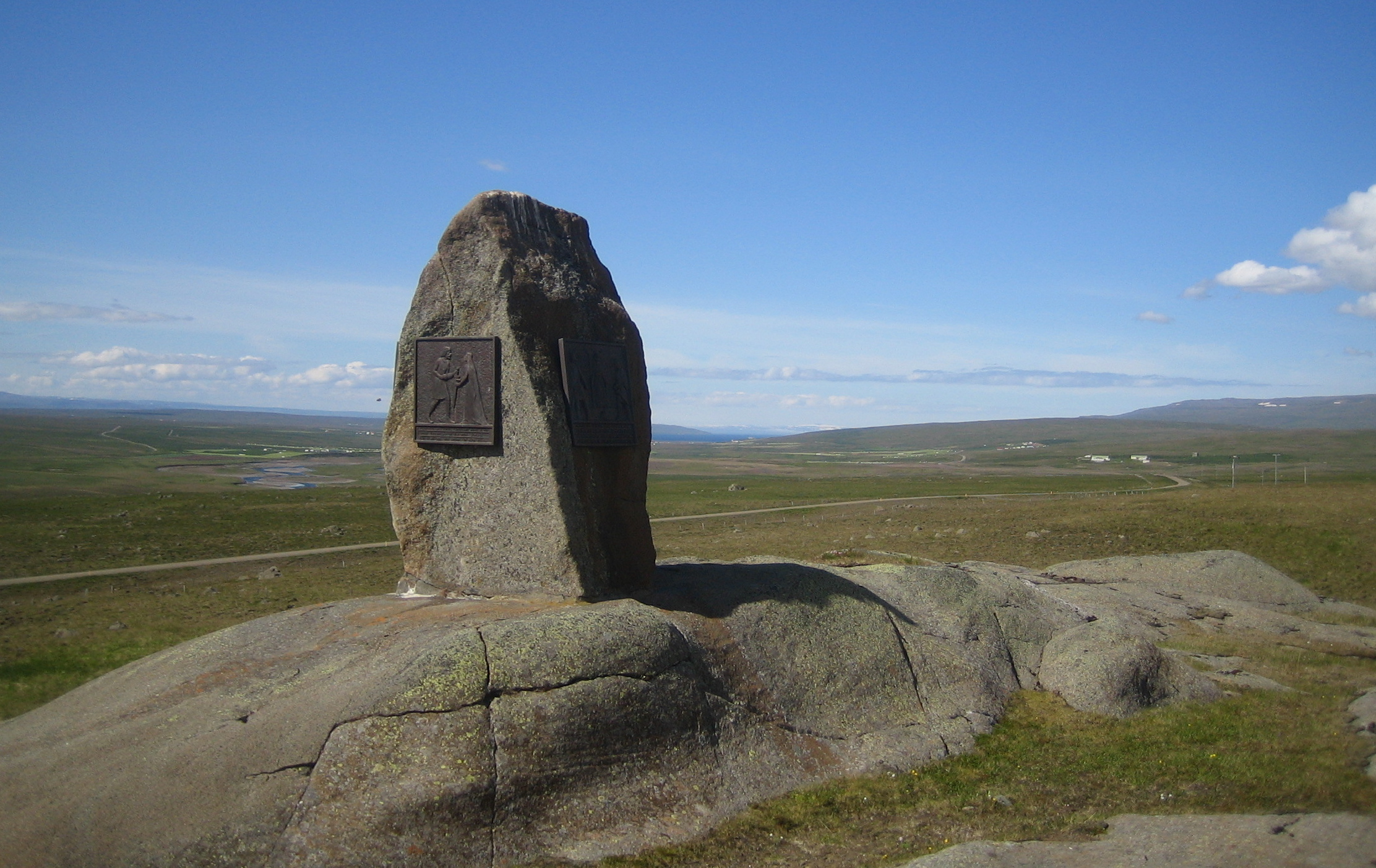
Monument voor Ásdís, Grettir moeder, bij Bjarg

Een paar kilometer zuidelijk van Laugarbakki ligt de boerderij Bjarg, de geboorteplaats van de bekendste vogelvrije van IJsland; Grettir de Sterke. Grettir werd op het eiland Drangey vermoord en zijn hoofd werd door de moordenaars naar zijn moeder Ásdís gebracht. Zij zou het hoofd onder een steen bij Bjarg begraven hebben. In 1974 werd hier een herdenkingssteen met reliefs van de IJslandse kunstenaar Halldór Pétursson opgericht.